# فرودگاه نورث سیل ریور
فرودگاه نورث سیل ریور (به انگلیسی: North Seal River Airport) یک فرودگاه خصوصی است که یک باند فرود رس & ماسه دارد و طول باند آن ۱۴۴۴ متر است. این فرودگاه در کشور کانادا قرار دارد و در ارتفاع ۲۹۹ متری از سطح دریا واقع شده است.